# 7060 Al-ʻIjliya
A 7060 Al-ʻIjliya (1990 SF11) a Naprendszer kisbolygóövében található aszteroida. Henry E. Holt fedezte fel 1990. szeptember 16-án.